# L'Onor de Còs
L'Onor de Còs (en francès L'Honor-de-Cos) és un municipi francès situat al departament de Tarn i Garona i a la regió d'Occitània.

## Demografia
| 1962                                       | 1968  | 1975  | 1982  | 1990  | 1999  | 2007  |
| ------------------------------------------ | ----- | ----- | ----- | ----- | ----- | ----- |
| 1.119                                      | 1.124 | 1.153 | 1.314 | 1.301 | 1.329 | 1.547 |
| Des de 1962: població sense dobles comptes |       |       |       |       |       |       |

## Administració
| Període   | Identitat           | Partit |
| --------- | ------------------- | ------ |
| 2001-2008 | Charles Mounie      |        |
| 2008-     | Michel Lamolinairie |        |